# Мерониці (гміна Водзіслав)
Мерониці (пол. Mieronice) — село в Польщі, у гміні Водзіслав Єнджейовського повіту Свентокшиського воєводства.
Населення — 245 осіб (2011).
У 1975-1998 роках село належало до Келецького воєводства.

## Демографія
Демографічна структура на день 31 березня 2011 року:
|          | Загалом | Допрацездатний вік | Працездатний вік | Постпрацездатний вік |
| -------- | ------- | ------------------ | ---------------- | -------------------- |
| Чоловіки | 118     | 17                 | 81               | 20                   |
| Жінки    | 127     | 20                 | 76               | 31                   |
| Разом    | 245     | 37                 | 157              | 51                   |